# Hans Johansson (ryttare)
Hans Gustaf Lennart Johansson, född 20 februari 1927 i Norrköping, död 15 april 2012 i Kungsängen, var en svensk ryttare som tävlade i fälttävlan. Han tävlade för Strömsholms SF.
Johansson tävlade för Sverige vid olympiska sommarspelen 1960 i Rom. Både individuellt och i lagtävlingen i fälttävlan blev han oplacerad.